# Копылово (Междуреченский район)
Копылово — деревня в Междуреченском районе Вологодской области.
Входит в состав Сухонского сельского поселения, с точки зрения административно-территориального деления — в Сухонский сельсовет.
Расстояние до районного центра Шуйского по автодороге — 8,5 км. Ближайшие населённые пункты — Вахрушево, Петрищево, Подберезново.
По переписи 2002 года население — 7 человек.